# Mali Vrh pri Šmarju
Mali Vrh pri Šmarju je naselje v Občini Grosuplje.